# إدغار أ. جوناس
إدغار أ. جوناس هو محامي وقاضي وسياسي أمريكي، ولد في 14 أكتوبر 1885 في ميشيكوت في الولايات المتحدة، وتوفي في 14 نوفمبر 1965 في إيفانستون في الولايات المتحدة. نشط حزبياً في الحزب الجمهوري. وقد انتخب قاضي (1941 – 1942) وانتخب المدعي العام للدولة (1921 – 1923) وانتخب عضو مجلس النواب الأمريكي ‏.